# Club des Savoyards de Savoie
Le Club des Savoyards de Savoie est un mouvement identitaire et régionaliste apparu en 1965 en Savoie.

## Historique
Apparu quelque temps après les fêtes du Centenaire du rattachement ou de l'Annexion de la Savoie à la France, l'association est créée lors d'une réunion constitutive à Frangy par quatre personnalités locales : l'ancien député Yves Sautier, Guy Saultier, Paul Reboton et l'écrivain chambérien Henry Planche.
Lors de l'inscription le 29 septembre 1965 à la préfecture de la Haute-Savoie, l'objet de l'association déclaré est « grouper, dans un but d'amitié et de solidarité, les personnes qui peuvent exciper de véritables ascendances savoyardes et qui veulent affirmer, revendiquer et maintenir la qualité de Savoyard, en la distinguant rigoureusement des qualifications abusives, arbitraires et fantaisistes ». Le mouvement souhaite ainsi réunir une partie de l'élite régionale afin de défendre l'identité en Savoie en matière de culture, d'histoire et de patrimoine. Cette revendication ethniciste et passéiste est renforcée par la mise en place de cartes d'identités pour ses adhérents qui peuvent justifier d'une ascendance savoyarde sur cinq générations, c'est-à-dire une filiation remontant avant 1860, l'année de l'Annexion. Toutefois, le Club des Savoyards de Savoie refuse tout séparatisme.
Vers la fin des années 1960, le mouvement se divise quant à l'ouverture du Club aux populations provenant des couches populaires. On distingue alors un groupe, provenant majoritairement de Chablaisiens, favorable à l'ouverture du Club s'opposant à une partie des élites plutôt défavorable à cette ouverture. S'ensuivra la scission entre un Club des Savoyards de Savoie, ou Savoyards de Savoie, et la création du Cercle de l'Annonciade, en 1969 et officiellement en 1970,.
Au début des années 1970, à la faveur du débat sur la régionalisation en France, le Club des Savoyards de Savoie milite pour la création d'une région Savoie, avec les membres du Cercle de l'Annonciade.
Dans une perspective politique, ses membres seront à l'origine de la création du Mouvement Région Savoie en 1972.
En 1979, sous l'égide de l'association, est organisée à Conflans, pour la première fois en Savoie, la Fête du patois et de la culture savoyarde.

## Revue
Le mouvement édite un bulletin, La Savoie savoyarde. Celui-ci fait la promotion de la culture savoyarde, et il précise notamment que « Par son histoire séculaire, par sa situation géographique de pays alpin ayant formé des plis de son relief la structure d'un même groupe social, par son économie particulière et sa position privilégiée de carrefour international et de lien entre les régions rhodaniennes et transalpines, la Savoie possède, à tous les égards, les caractères fondamentaux d'une région. »